# Tutto o niente (Mietta)
Tutto o niente è un album musicale di Mietta, pubblicato il 24 febbraio 2000 dall'etichetta WEA.

## Descrizione
L'album è una raccolta contenente alcuni tra i maggiori successi della cantante, un brano inedito, Fare l'amore, scritto da Mango e Pasquale Panella e presentato al Festival di Sanremo del 2000, due cover (Ancora insieme a te degli Shalamar e Un'avventura di Lucio Battisti) e due reinterpretazioni di sue canzoni (Sto senza te e Il gioco delle parti).
Nel 2023 viene pubblicato per la prima volta nel formato vinile in edizione limitata numerata da  Discoteca Laziale con l'aggiunta di cinque brani tratti dai primi due album di Mietta: "L'amore", "La farfalla", "Piccolissimi segreti", "L'immenso" e "Brivido di vita".

## Tracce
1. Fare l'amore - 4:10 (Inedito) (Pasquale Panella/Mango-Armando Mango)
2. Ancora insieme a te - 3:44 (Inedito, cover del brano degli Shalamar)
3. Dammi tutto dammi niente - 3:46 (Da La mia anima del 1998)
4. Angeli noi - 3:29 (Da La mia anima del 1998)
5. La mia anima - 3:49 (Da La mia anima del 1998)
6. Musica che scoppia - 3:27 (Da La mia anima" del 1998)
7. Fuori da te - 3:42 (Da Cambia pelle del 1994)
8. Un'avventura - 3:56 (cover del brano di Lucio Battisti da Lucio Battisti del 1969)
9. Canzoni - 3:59 (Da Canzoni del 1990)
10. Vattene amore - 4:00 (Da Canzoni del 1990)
11. Figli di chi - 5:14 (Da Mietta e i Ragazzi di Via Meda del 1993)
12. Il gioco delle parti - 4:13 (nuova versione, originale in Volano le pagine del 1991)
13. Dubbi no - 4:00 (Da Volano le pagine del 1991)
14. È di nuovo gennaio - 4:23 (Da Cambia pelle del 1994)
15. Sto senza te - 4:14 (nuova versione, originale in Lasciamoci respirare del 1992)

## Classifiche
| Classifica | Posizione |
| ---------- | --------- |
| Italia     | 18        |